# Węgorek truskawkowiec
Węgorek truskawkowiec (Aphelenchoides fragariae) – gatunek nicienia z rodziny Aphelenchoididae.  Występuje na plantacjach truskawek. Objawy są widoczne na owocach. Truskawki są zniekształcone o poskręcanych ogonkach, karłowe. Liczba pokoleń w ciągu roku: 10–15.